# Cronologia di Cagliari
Di seguito è riportata la cronistoria della città di Cagliari.

## Prima del XVIII secolo

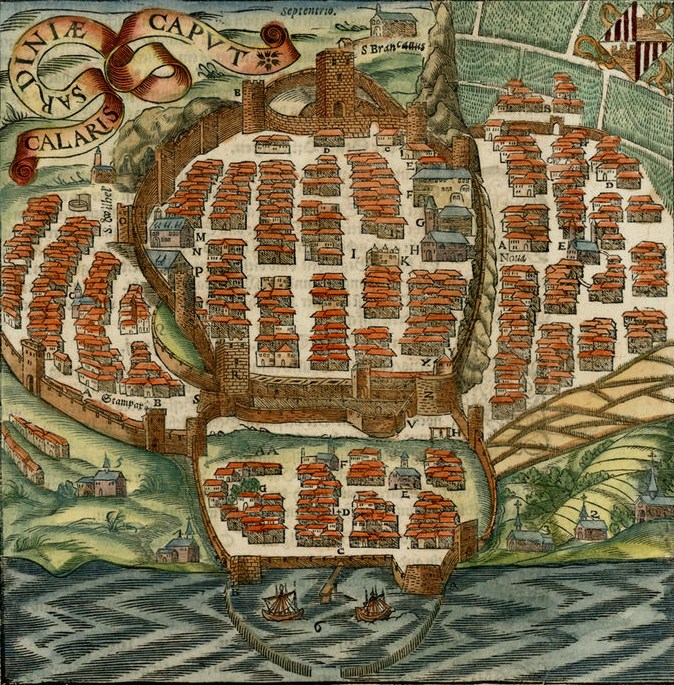
Mappa di Cagliari dalla Cosmographia di Münster, 1544

- Seconda metà del IV millennio a.C. - Il territorio di Cagliari è abitato da popolazioni della cosiddetta civiltà neolitica di Ozieri. Alcune Domus de Janas vengono scavate nel Monte Sant'Elia.
- Seconda metà del III millennio a.C. - Il territorio di Cagliari è il nucleo della civiltà calcolitica di Monte Claro.
- VIII secolo a.C. -  Ii fenici di Tiro, in Libano fondano Caralis.[1]
- 510 a.C. - I Cartaginesi occupano Caralis.
- 238 a.C. - I romani occupano Caralis.
- Inizio del I secolo d.C. - Concessione del titolo di Municipium.
- II secolo d.C. -Costruzione del Anfiteatro romano di Cagliari.
- V secolo d.C. - Costituzione della diocesi cattolica romana di Cagliari (data approssimativa).[2]
- V secolo d.C. - Costruzione della Basilica di San Saturnino.
- 485 - Vandali al potere in Sardegna.[3]
- 533 - Le forze di Giustiniano I prendono la Sardegna.[3]
- X secolo d.C. - Il titolo di Protospatharios imperiale viene concesso allo Iudex Sardiniae Turcoturios (Tουρκοτούριος), residente a Caralis, dagli imperatori bizantini.
- 1020 - Creazione del Giudicato di Cagliari.
- 1305 - Costruzione della Torre di San Pancrazio.[3]
- 1307 -Costruzione della Torre dell'Elefante.[3]
- 1312 - Edificazione della Cattedrale di Cagliari.[3]
- 1323 - Inizia l'assedio di Castel di Castro durante la conquista aragonese della Sardegna.
- 1325
  - Dicembre: Battaglia del Golfo di Cagliari.
  - Inizia la costruzione del Santuario di Nostra Signora di Bonaria.[1]
- 1326 - Fine dell'assedio di Castel di Castro; Aragonesi al potere.[1]
- 1348 - Peste della morte nera.[3]
- 1492 - Ebrei espulsi in Sardegna con il Decreto dell'Alhambra.
- 1607 - Fondazione dell'Università degli Studi di Cagliari.
- 1688 - Popolazione: 17.390.

## XVIII-XIX secolo
- 1714 - Gli aragonesi sono cacciati; la Sardegna "assegnata all'Austria" secondo il trattato di Utrecht.[3]
- 1764 - Costruzione del Palazzo dell'Università.[3]
- 1792 - Apertura della Biblioteca universitaria di Cagliari.
- 1793 - Cagliari "bombardata dalla flotta francese".[3]
- 1804 - Fondazione della Reale Società Agraria ed Economica di Cagliari.
- 1821 - Popolazione: 31.935.
- 1840 - Apertura dei Giardini pubblici di Cagliari.
- 1859 - Istituzione del Circondario di Cagliari.
- 1871 - La ferrovia Cagliari-Villasor inizia a operare.
- 1879 - Apertura della stazione ferroviaria di Cagliari.
- 1883 - Entrata in funzione della Ferrovia Cagliari-Golfo Aranci.
- 1889 - Inizia la pubblicazione de L'Unione Sarda.[4]
- 1893
  - I tram di Cagliari iniziano a funzionare.
  - Inizia la pubblicazione del giornale Popolo Sardo.[5]
- 1897 - Popolazione: 44.624.[6]

## XX secolo
- 1901 - Costruzione della terrazza del Bastione di Saint Remy.
- 1911 - Popolazione: 60.101.[7]
- 1920 - Fondazione del Cagliari Calcio.
- 1923 - Inaugurazione dello Stadio Amsicora.
- 1931 - Popolazione: 92.689.
- 1933 - Costruzione del Palazzo del Comando legione carabinieri Sardegna.
- 1943 - Bombardamenti di Cagliari del 1943.
- 1948 - Inizia la Fiera di Cagliari.
- 1951 - Popolazione: 130.511.
- 1952 - Entrano in funzione la Rete filoviaria di Cagliari.
- 1961 - Popolazione: 173.540.
- 1965 - L'Almanacco di Cagliari inizia la pubblicazione.
- 1970 - Apertura dello Stadio Sant'Elia.
- 1981 - Popolazione: 219.648.
- 1990 - A Cagliari si giocano alcune partite della Coppa del Mondo FIFA.
- 1993 - Apertura della Galleria comunale d'arte di Cagliari.[8]

## XXI secolo
- 2001 - Popolazione: 164.249.
- 2008 - La metropolitana leggera di Cagliari inizia a funzionare.
- 2011
  - Apertura della Mediateca del Mediterraneo nel quartiere Stampace.
  - Massimo Zedda diventa sindaco.
- 2013 - Popolazione: 149.575.[9]

### In inglese
- Abraham Rees, Cagliari, in The Cyclopaedia, London, Longman, Hurst, Rees, Orme & Brown, 1819.
- William Smith (a cura di), Caralis, in Dictionary of Greek and Roman Geography, London, John Murray, 1872  [1854].
- Cagliari, in Chambers's Encyclopaedia, London, 1901.
- Cagliari, in Jewish Encyclopedia, vol. 3, New York, 1902.
- Thomas Ashby, Cagliari, in Encyclopædia Britannica, 11th, New York, 1910, OCLC 14782424. Ospitato su Internet Archive.
- Cagliari, in Southern Italy and Sicily, 16th, Leipzig, Karl Baedeker, 1912.
- Roy Domenico, Sardinia: Cagliari, in Regions of Italy: a Reference Guide to History and Culture, Greenwood, 2002,  pp. 259+, ISBN 0-313-30733-4.

### in Italiano
- Nicola Bernardini (a cura di), Provincia di Cagliari, in Guida della stampa periodica italiana, Lecce, R. Tipografia editrice salentina dei fratelli Spacciante, 1890. (List of newspapers)
- Cagliari, in Enciclopedia Italiana (Treccani), 1930.